# Arco de Santiago (Valderas)

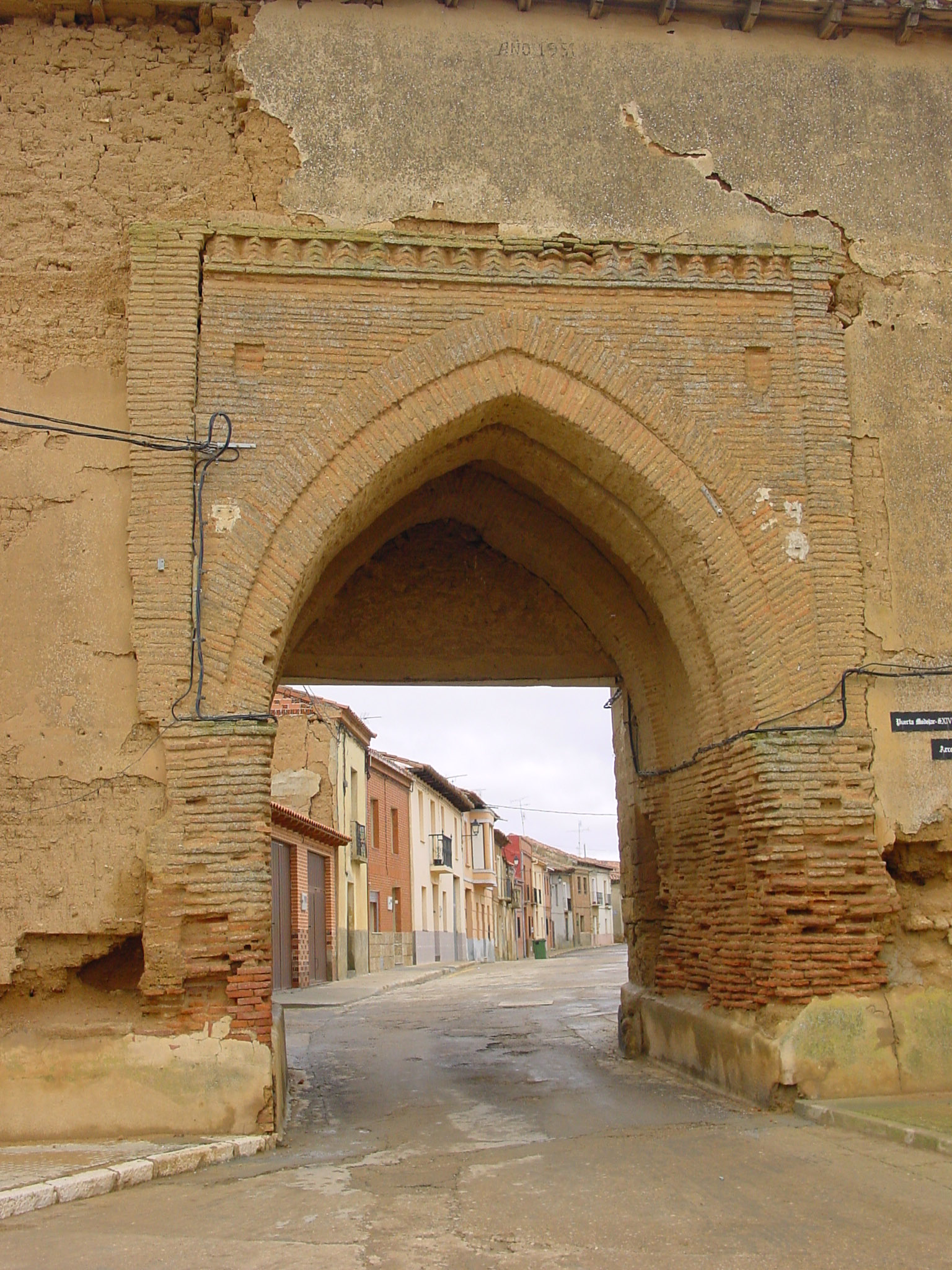
Parte de fuera de la ciudad

El Arco de Santiago se encuentra al final de la calle de Santiago, en la villa de Valderas, provincia de León (España).

## Descripción

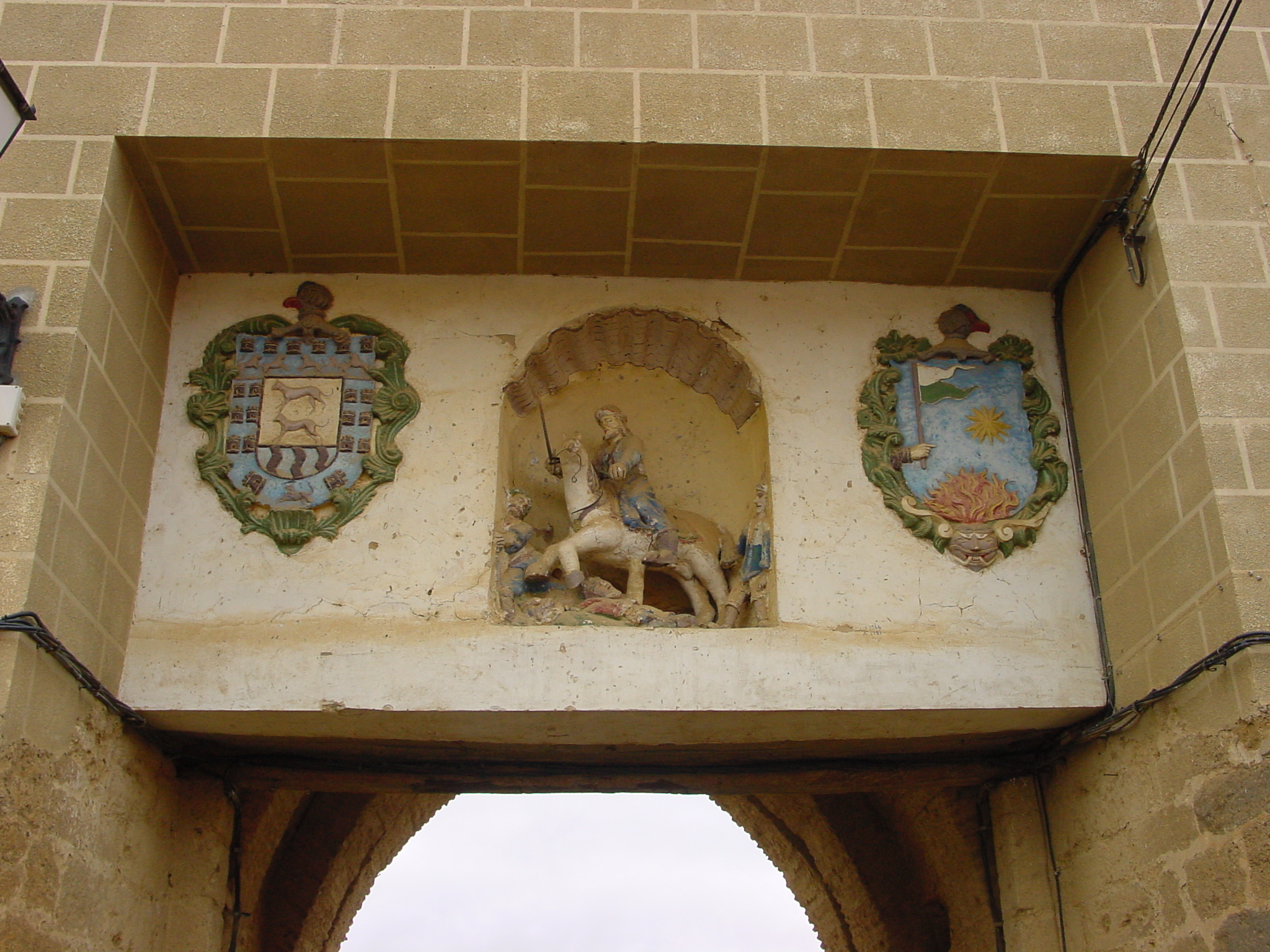
Hornacina con Santiago

El arco es mudéjar y conserva su estilo por la parte exterior, en la que puede verse el arco rodeado por un alfiz. Por la parte interior, hacia la calle de Santiago, el arco está bastante desvirtuado a causa de las sucesivas modificaciones que se le hicieron.
Tiene una hornacina con la imagen de Santiago a caballo, obra del siglo XVIII. A la izquierda se ve el escudo policromado de los Osorio y a la derecha el de la villa, también policromado. Al pie de la puerta, a su izquierda, hubo durante la Edad Media un banco de piedra que servía de altar para realizar la bendición del Santísimo el día del Corpus Christi. Al llegar allí la procesión hacía una parada para llevar a cabo la ceremonia. En la actualidad se sigue la tradición, con la diferencia de que el altar se crea para la ocasión.
En la parte de arriba de la puerta hay una pequeña capilla de la Virgen de la Cabecica, de devoción popular. Fue edificada por los caballeros de Santiago y de Alcántara en el siglo XVI para celebrar en privado sus funciones religiosas.